# 김판석 (행정학자)
김판석(金判錫, 1956년 년생)은 대한민국의 행정학 교수이다. 현재 연세대학교 글로벌행정학과 명예교수이며, 대한민국의 제3대 인사혁신처장을 역임하였다. 본관은 김녕이며, 경상남도 창원 출신이다.

## 학력
- ~ 1974년 동아고등학교
- ~ 1982년 중앙대학교 행정학과
- ~ 1984년 플로리다 국제 대학교 대학원 행정학 석사
- ~ 1990년 아메리칸 대학교 대학원 행정학 박사

## 경력
- 2021년 9월 ~ 현재 연세대학교 명예교수[1]
- 1998년 ~ 2021년 연세대학교 정경대학 행정학과 교수[2]
- 1999년 ~ 2000년 한국인사행정학회 회장[3]
- 2003년 12월 ~ 2005년 1월 대통령비서실 인사수석실 인사제도비서관
- 2006년 1월 ~ 2013년 12월 유엔 행정전문가위원회(CEPA) 위원[4]
- 2010년 ~ 2013년 세계행정학회(IIAS) 회장[5]
- 2012년 8월 ~ 2014년 7월 연세대학교 정경대학장 및 정경대학원장[6]
- 2014년 ~ 2017년 아시아행정학회(AAPA) 회장[7]
- 2017년 7월 ~ 2018년 12월 인사혁신처장[8]
- 2021년 1월 ~ 2024년 12월 유엔 국제공무원위원회(ICSC) 위원[9]

| 전임 김동극 | 제3대 인사혁신처장 2017년 7월 13일 ~ 2018년 12월 14일 | 후임 황서종 |

1. ↑  “글로벌행정학과 - 교수소개”.
2. ↑  “글로벌행정학과 - 교수소개”.
3. ↑  “한국인사행정학회 - 학회연혁”.
4. ↑  “CEPA - Past Sessions”.
5. ↑  “International Institute of Administrative Sciences”.
6. ↑  “연세대학교 글로벌창의융합대 소개 및 연혁”.
7. ↑  “Leadership - AAPA”.
8. ↑  “MPM - Former Ministers”.
9. ↑  “ICSC - Leadership”.